# Chante!
Chante! (vertaling: Zing!) is het derde album van de Nederlandse zangeres Wende Snijders.
Het album bevat voornamelijk live versies en nieuwe versies van nummers van haar eerste twee albums aangevuld met nummers die Wende al speelde in haar theateroptredens maar die nog niet uitgebracht waren. De nummers zijn opgenomen tijdens optredens in Breda en Rotterdam. Bij het album is een bonus dvd gevoegd met het optreden van Wende met het Metropole Orkest in september 2007 bij de opening van de Uitmarkt. Dit concert werd eerder op televisie uitgezonden. Het officiële uitgave nummer is BIS 115.

## Tracklist album
1. Die Begin Van Die Aarde
2. Le Plat Pays
3. Vesoul
4. Au Suivant
5. Come Together
6. La Chanson De Mandalay
7. De Dame Zingt De Blues
8. De Nuttelozen Van De Nacht
9. Dis Quand Reviendras-Tu?
10. Madre
11. De Wereld Beweegt
12. Ravel
13. Avec Le Temps
14. La Fleur D’istanbul
15. La Quête
16. Je Suis Là
17. Mens Durf Te Leven
18. La Vie En Rose
19. J'arrive
20. Chante
21. Vertrekkend

## Tracklist dvd
1. Die Begin Van Die Aarde
2. Quand Tu Dors
3. La Chanson De Mandalay
4. Je Suis Comme Je Suis
5. Quelque Chose Va Arriver
6. Rip The Ribbon
7. Les Désespérés
8. Chaque Fois
9. Au Suivant
10. La Vie En Rose
11. Als De Liefde Niet Bestond
12. Laat Me (Ma Dernière Volonté)

## Muzikanten
- Bart Wolvekamp, piano
- Guus Bakker, bas
- Arthur Lijten, drum
- Metropole Orkest, dirigent Jurjen Hempel, orkestarrangementen Sebastiaan Koolhoven

## Hitnotering
| "Chante!" in de Nederlandse Album Top 100 - binnen: 27-09-2008 | "Chante!" in de Nederlandse Album Top 100 - binnen: 27-09-2008 | "Chante!" in de Nederlandse Album Top 100 - binnen: 27-09-2008 | "Chante!" in de Nederlandse Album Top 100 - binnen: 27-09-2008 | "Chante!" in de Nederlandse Album Top 100 - binnen: 27-09-2008 | "Chante!" in de Nederlandse Album Top 100 - binnen: 27-09-2008 | "Chante!" in de Nederlandse Album Top 100 - binnen: 27-09-2008 | "Chante!" in de Nederlandse Album Top 100 - binnen: 27-09-2008 | "Chante!" in de Nederlandse Album Top 100 - binnen: 27-09-2008 | "Chante!" in de Nederlandse Album Top 100 - binnen: 27-09-2008 | "Chante!" in de Nederlandse Album Top 100 - binnen: 27-09-2008 | "Chante!" in de Nederlandse Album Top 100 - binnen: 27-09-2008 | "Chante!" in de Nederlandse Album Top 100 - binnen: 27-09-2008 | "Chante!" in de Nederlandse Album Top 100 - binnen: 27-09-2008 | "Chante!" in de Nederlandse Album Top 100 - binnen: 27-09-2008 | "Chante!" in de Nederlandse Album Top 100 - binnen: 27-09-2008 | "Chante!" in de Nederlandse Album Top 100 - binnen: 27-09-2008 | "Chante!" in de Nederlandse Album Top 100 - binnen: 27-09-2008 | "Chante!" in de Nederlandse Album Top 100 - binnen: 27-09-2008 | "Chante!" in de Nederlandse Album Top 100 - binnen: 27-09-2008 | "Chante!" in de Nederlandse Album Top 100 - binnen: 27-09-2008 | "Chante!" in de Nederlandse Album Top 100 - binnen: 27-09-2008 | "Chante!" in de Nederlandse Album Top 100 - binnen: 27-09-2008 | "Chante!" in de Nederlandse Album Top 100 - binnen: 27-09-2008 | "Chante!" in de Nederlandse Album Top 100 - binnen: 27-09-2008 | "Chante!" in de Nederlandse Album Top 100 - binnen: 27-09-2008 | "Chante!" in de Nederlandse Album Top 100 - binnen: 27-09-2008 | "Chante!" in de Nederlandse Album Top 100 - binnen: 27-09-2008 | "Chante!" in de Nederlandse Album Top 100 - binnen: 27-09-2008 | "Chante!" in de Nederlandse Album Top 100 - binnen: 27-09-2008 | "Chante!" in de Nederlandse Album Top 100 - binnen: 27-09-2008 |
| Week                                                           | 01                                                             | 02                                                             | 03                                                             | 04                                                             | 05                                                             | 06                                                             | 07                                                             | 08                                                             | 09                                                             | 10                                                             | 11                                                             | 12                                                             | 13                                                             | 14                                                             | 15                                                             | 16                                                             | 17                                                             | 18                                                             | 19                                                             | 20                                                             | 21                                                             | 22                                                             | 23                                                             | 24                                                             |                                                                | 25                                                             | 26                                                             | 27                                                             | 28                                                             |                                                                |
| -------------------------------------------------------------- | -------------------------------------------------------------- | -------------------------------------------------------------- | -------------------------------------------------------------- | -------------------------------------------------------------- | -------------------------------------------------------------- | -------------------------------------------------------------- | -------------------------------------------------------------- | -------------------------------------------------------------- | -------------------------------------------------------------- | -------------------------------------------------------------- | -------------------------------------------------------------- | -------------------------------------------------------------- | -------------------------------------------------------------- | -------------------------------------------------------------- | -------------------------------------------------------------- | -------------------------------------------------------------- | -------------------------------------------------------------- | -------------------------------------------------------------- | -------------------------------------------------------------- | -------------------------------------------------------------- | -------------------------------------------------------------- | -------------------------------------------------------------- | -------------------------------------------------------------- | -------------------------------------------------------------- | -------------------------------------------------------------- | -------------------------------------------------------------- | -------------------------------------------------------------- | -------------------------------------------------------------- | -------------------------------------------------------------- | -------------------------------------------------------------- |
| Nummer                                                         | 11                                                             | 17                                                             | 18                                                             | 20                                                             | 30                                                             | 32                                                             | 49                                                             | 59                                                             | 65                                                             | 70                                                             | 65                                                             | 51                                                             | 76                                                             | 76                                                             | 66                                                             | 73                                                             | 86                                                             | 88                                                             | 88                                                             | 50                                                             | 65                                                             | 84                                                             | 96                                                             | 99                                                             | uit                                                            | 100                                                            | 93                                                             | 84                                                             | 87                                                             | uit                                                            |